# كتيب طوابع البريد
كتيب طوابع البريد، أو كتاب الطوابع (Postage stamp booklet)، هو كتيب يتكون من جزء صغير أو أكثر من الطوابع البريدية في غلاف من الورق المقوى. وغالباً ما تُصنع الكتيبات من صفائح مطبوعة خصيصاً لهذا الغرض، مع وجود حافة ضيقة في أحد جوانب جزء الكتيب للتجليد. وعادةً ما تكون الأجزاء غير مثقوبة على حواف الكتيب. وقد أصبحت الكتيبات في العديد من البلدان وسيلة مفضلة لشراء الطوابع، وهي أصغر حجماً وأسهل في التعامل معها من ورقة كاملة من الطوابع.

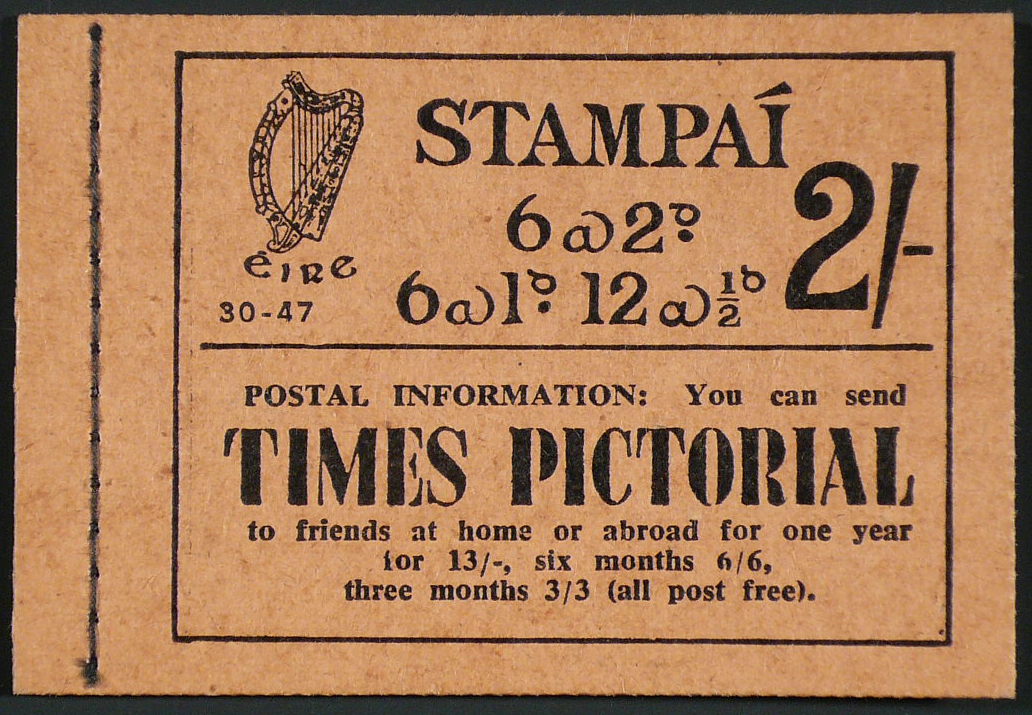
غلاف كتيب طوابع البريد الأيرلندي لعام 1947 يحتوي على طوابع بريدية بقيمة 2 شلن كتب عليهِ الرقم التسلسلي وسنة الإصدار 30-47 مع الإعلان

## نبذة تاريخية
من المعروف أن كتيبات طوابع التلغراف قد صدرت عن شركة تلغراف ولاية كاليفورنيا في عام 1870، وعن شركة ويسترن يونيون في عام 1871، وفي 14 أكتوبر 1884 حصل أ. و. كوك من بوسطن على براءة الاختراع برقم 306،674 من مكتب براءات الاختراع بالولايات المتحدة لفكرة وضع طوابع البريد في كتيبات.

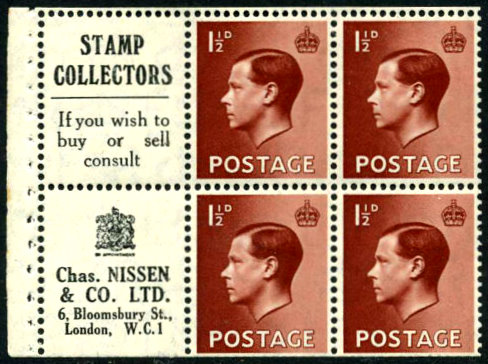
جزء من كتيب بريطاني يعود لعام 1936 يعرض إعلانًا لتاجر الطوابع تشارلز نيسن

وكانت لوكسمبورغ أول دولة تصدر كتيبات في عام 1895، تلتها السويد في عام 1898، ثم الولايات المتحدة في عام 1900 وبريطانيا العظمى في عام 1904. وقد لاقت الفكرة رواجًا وانتشرت بسرعة في جميع أنحاء العالم.

## الانتاج
كان إنتاج الكتيبات في البداية يدوياً، عن طريق فصل الأوراق إلى أجزاء أصغر وتجليدها. ولا يمكن تمييزها عن الطوابع الورقية. وفي وقت لاحق، أدى شيوع الكتيبات إلى أنه كان من المفيد إنتاج مجموعة من الكتيبات مباشرةً؛ حيث كانت تُطبع على صفائح من الورق كبيرة ثم تُقطّع إلى أجزاء كتيبات كل منها يحتوي على عدد قليل من الطوابع، ثم تُثقب بين طوابع كل جزء. وفي الواقع، صنعت هذه الصفائح لإنتاج أولى كتيبات الولايات المتحدة الأمريكية، التي طُبعت من ألواح خاصة أنتجت صفائح مكونة من 180 أو 360 طابعاً لتقطيعها إلى أجزاء كل منها ستة طوابع.
(اعتُبرت الأوراق العادية التي تحتوي على 400 طابع غير صالحة للاستعمال في الكتيبات لأنه لا يمكن تقطيعها إلى ستة أجزاء من ستة طوابع دون ترك نفايات). عادةً ما تكون طوابع الكتيبات التي طبعت على هذا النحو ذات حواف مستقيمة واحدة أو اثنتين أو ثلاث (على الرغم من أن بعض أجزاء الكتيبات قد طُبعت ثلاثة طوابع بريد بالعرض، والطوابع الوسطى بها ثقوب في جميع الأنحاء). لم يطبع أول إصدارين من الكتيبات الأمريكية للسنوات (1900 و1903) سوى طوابع مقومة بسعر الرسالة العادي (2 سنت)، ولكن في عام 1907 طبعت كتيبات تحتوي على طوابع بسنت واحد مناسبة للبطاقات البريدية.

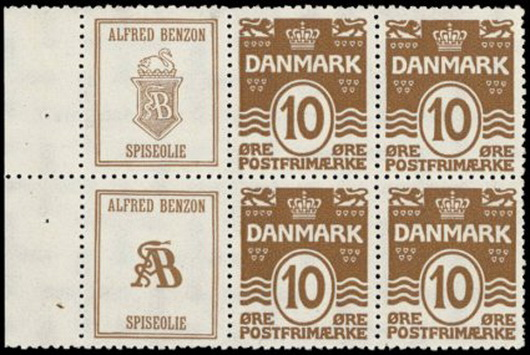
كتيب طوابع بريد دانماركية

تصدر بعض البلدان، مثل السويد، بشكل روتيني تصميمًا واحدًا للطابع في لفائف وكتيبات وأوراق. وتحتوي مجموعة الطوابع الكاملة على أمثلة من كل من هذه الطوابع. يتخصص بعض هواة جمع الطوابع في جمع الكتيبات نفسها، أو أجزاء كاملة من الكتيب؛ وغالبًا ما تباع هذه الطوابع بعلاوة على العدد المكافئ من الطوابع. لم تكن الأنواع الأقدم من الكتيبات ملحوظة كثيرًا في ذلك الوقت، وكانت كلها تقريبًا تستخدم في الطوابع البريدية، ويندر الحصول على الكتيبات الأصلية الخالية من العيوب اليوم.

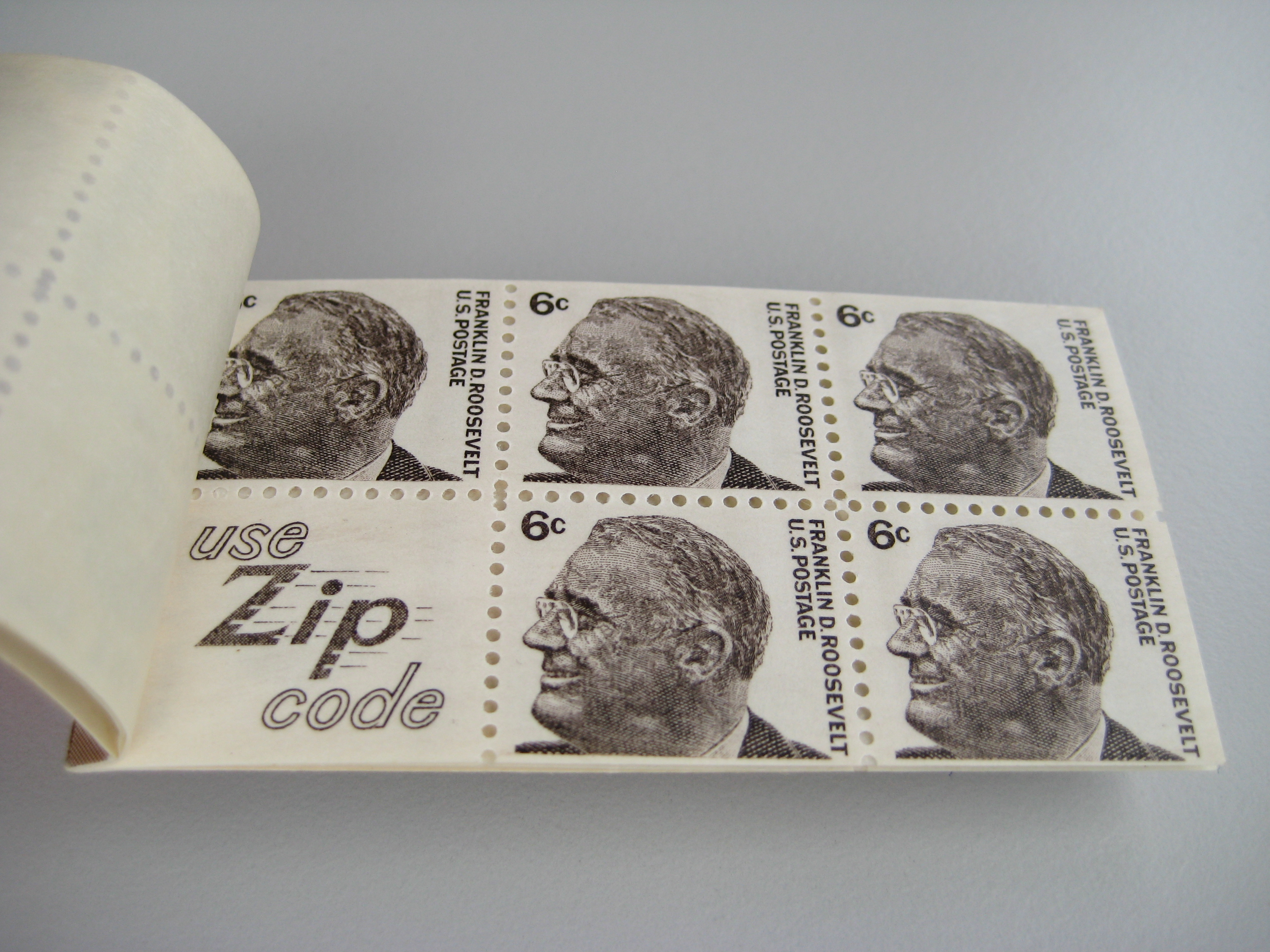
كتيب طوابع بريد أمريكية, Markenheft IMG 1699